# Gueragama
Gueragama è un genere estinto di lucertola iguanide vissuto nel Cretaceo superiore, circa 85 milioni di anni fa (Turoniano-Campaniano), in Brasile. L'unica specie ascritta a questo genere è G. sulamericana.

## Descrizione
Sebbene si conoscano pochi elementi ossei dell'animale, si può evincere che la Gueragama avesse circa le stesse dimensioni di una moderna iguana verde, e la sua stessa struttura corporea. Gli unici fossili conosciuti di questo animale è una mandibola completa di denti. A differenza degli acrodonti moderni, il cui denti si trovano ai margini delle ganasce, la Gueragama ha i denti lungo la superficie interna della mandibola, una caratteristica comune nella maggior parte delle lucertole non acrodonte e caratteristico del secondo grande gruppo di iguania, i Pleurodonta. La dentatura non-acrodonte di Gueragama è la prova della sua basale posizione all'interno degli Acrodonta, ed è condivisa con un gruppo di parenti del Cretaceo superiore, chiamato Priscagamidae.

## Classificazione
La Gueragama appartiene ad un gruppo di iguania, chiamato Acrodonta, che include anche specie moderne come i camaleonti e gli agami, che tuttavia sono limitati nell'areale al Vecchio Mondo. La Gueragama è l'unico acrodonte conosciuta in Sud America, fornendo un'ulteriore prova del fatto che un tempo i continenti di Africa e Sud America, era uniti nel Gondwana, per poi separarsi in seguito. L'olotipo della specie tipo, Gueragama sulamericana, è stato descritto e nominato nel 2015 sulla base di una mascella inferiore isolata risalente ad un periodo compreso tra il Turoniano e il Campaniano, nella Formazione Goio-Erê, nel bacino del Bauru, in Brasile. In uno studio del 2022, la posizione di Gueragama come acrodonta è stata messa in discussione, ed è più probabilmente che l'animale rappresenti uno scincoide o un teiide.

## Paleobiologia
Il fossile di Gueragama è stato ritrovato in quello che un tempo era luogo arido e desertico. La flora del luogo era molto scarsa e la fauna era abitata in prevalenza da sauropodi titanosauri e da coccodrilli terrestri di tutte le forme come lo stravagante Armadillosuchus e Mariliasuchus. In particolare il fossile di Gueragama erano associati a diversi scheletri dello pterosauro tapejaride Caiuajara. La presenza di uno pterosauro conosciuto per una dieta piscivora (o eventualmente frugivora) fa pensare che nell'area desertica sorgesse un'oasi o una zona lacustre in cui questi rettili volanti nidificavano. Se l'alimentazione della Gueragama fosse simile a quella della moderna iguana verde, l'animale si sarebbe nutrito prevalentemente di vegetazione, integrando nella sua dieta insetti e, forse, anche uova. Nel 2019, dallo stesso letto d'ossa sono stati descritti e nominati altri taxon: i teropodi noasauridi Vespersaurus e Berthasaura, e lo pterosauro tapejaromorpho Keresdrakon.